# Driehoeksongelijkheid
De driehoeksongelijkheid zegt dat een lijnstuk de kortste afstand tussen twee punten bepaalt. Gaat men via een omweg over het punt {\displaystyle P} van het punt {\displaystyle A} naar het punt {\displaystyle B} dan is de afstand langer dan wanneer men direct over het lijnstuk {\displaystyle l} van {\displaystyle A} naar {\displaystyle B} gaat. Als {\displaystyle P} op {\displaystyle l} ligt maakt het geen verschil.

## Meetkunde
Voor elk drietal punten {\displaystyle A,B} en {\displaystyle P} in een euclidische ruimte die niet op één lijn liggen, geldt, met {\displaystyle \mathrm {|AB|} } de afstand tussen {\displaystyle A} en {\displaystyle B}:
{\displaystyle \mathrm {|AB|<|AP|+|BP|} }
Als {\displaystyle A,B} en {\displaystyle P} op één lijn liggen en {\displaystyle P} tussen {\displaystyle A} en {\displaystyle B} ligt, geldt
{\displaystyle \mathrm {|AB|=|AP|+|BP|} }

## Vectorruimte
Eerste driehoeksongelijkheid
Voor een abstracte norm op een reële of complexe vectorruimte is de driehoeksongelijkheid een axioma:
{\displaystyle \|\mathbf {x} +\mathbf {y} \|\leq \|\mathbf {x} \|+\|\mathbf {y} \|}
voor alle vectoren {\displaystyle \mathbf {x} } en {\displaystyle \mathbf {y} }.
Uit de ongelijkheid van Minkowski volgt dat de L^p-norm hieraan voldoet.
Dat deze vorm van de driehoeksongelijkheid overeenkomt met het axioma voor een afstand, blijkt uit het volgende:
De norm induceert een afstand {\displaystyle d(\mathbf {x} ,\mathbf {y} )=|\mathbf {x} -\mathbf {y} |} die voldoet aan de
driehoeksongelijkheid voor een afstand:
{\displaystyle d(\mathbf {x} ,\mathbf {y} )=|\mathbf {x} -\mathbf {y} |=|\mathbf {x} -\mathbf {z} +\mathbf {z} -\mathbf {y} |\leq |\mathbf {x} -\mathbf {z} |+|\mathbf {z} -\mathbf {y} |=d(\mathbf {x} ,\mathbf {z} )+d(\mathbf {z} ,\mathbf {y} )}
Als op een reële of complexe vectorruimte een inwendig product {\displaystyle \langle \cdot ,\cdot \rangle } is gegeven, wordt door de definitie
{\displaystyle \|\mathbf {x} \|={\sqrt {\langle \mathbf {x} ,\mathbf {x} \rangle }}}
een norm bepaald. Het bewijs dat dit voorschrift aan het axioma van de driehoeksongelijkheid voldoet, volgt uit de ongelijkheid van Cauchy-Schwarz.
{\displaystyle \langle \mathbf {x} +\mathbf {y} ,\mathbf {x} +\mathbf {y} \rangle =\langle \mathbf {x} ,\mathbf {x} \rangle +2{\hbox{Re}}\langle \mathbf {x} ,\mathbf {y} \rangle +\langle \mathbf {y} ,\mathbf {y} \rangle \leq \langle \mathbf {x} ,\mathbf {x} \rangle +2{\sqrt {\langle \mathbf {x} ,\mathbf {x} \rangle }}{\sqrt {\langle \mathbf {y} ,\mathbf {y} \rangle }}+\langle \mathbf {y} ,\mathbf {y} \rangle =\left({\sqrt {\langle \mathbf {x} ,\mathbf {x} \rangle }}+{\sqrt {\langle \mathbf {y} ,\mathbf {y} \rangle }}\right)^{2}}
Tweede, ook wel omgekeerde, driehoeksongelijkheid
Toepassen van de eerste driehoeksongelijkheid op {\displaystyle \mathbf {u} =(\mathbf {u} -\mathbf {v} )+\mathbf {v} } geeft:
{\displaystyle \|(\mathbf {u} -\mathbf {v} )+\mathbf {v} \|\leq \|\mathbf {u} -\mathbf {v} \|+\|\mathbf {v} \|}
dus
{\displaystyle \|\mathbf {u} \|-\|\mathbf {v} \|\leq \|\mathbf {u} -\mathbf {v} \|}
Toepassen op {\displaystyle \mathbf {v} =(\mathbf {v} -\mathbf {u} )+\mathbf {u} } geeft bovendien:
{\displaystyle \|(\mathbf {v} -\mathbf {u} )+\mathbf {u} \|\leq \|\mathbf {v} -\mathbf {u} \|+\|\mathbf {u} \|}
dus
{\displaystyle \|\mathbf {v} \|-\|\mathbf {u} \|\leq \|\mathbf {v} -\mathbf {u} \|}
maar dan ook:
{\displaystyle \|\mathbf {u} \|-\|\mathbf {v} \|\leq \|\mathbf {v} -\mathbf {u} \|}
dus
{\displaystyle {\bigg |}\|\mathbf {u} \|-\|\mathbf {v} \|{\bigg |}\leq \|\mathbf {u} -\mathbf {v} \|}

## Abstract
De algemene vorm van de driehoeksongelijkheid op een willekeurige verzameling {\displaystyle V} geeft aanleiding tot het begrip pseudometriek. In wezen is een pseudometriek niets anders dan een verder niet nader bepaalde symmetrische afstandsfunctie die aan een driehoeksongelijkheid voldoet.